# Igreja de Bizâncio
A Igreja de Bizâncio, posteriormente, Sé de Nova Roma ou Sé de Constantinopla, foi uma das cinco sés apostólicas do Cristianismo primitivo, juntamente com Antioquia, Roma, Alexandria e Jerusalém, e uma das cinco Grandes Igrejas que compunham a pentarquia antes do Grande Cisma.
Até 330, foi uma diocese sufragânea da Metrópole de Heracleia-Perinto.

## História

### Origens
A Igreja em Bizâncio (em grego: Βυζάντιον; romaniz.: Byzántion) provavelmente remonta ao tempo dos Doze Apóstolos quando, segundo a tradição, Santo André a erigiu.
Nos primeiros séculos da Igreja, os bispos de Bizâncio estavam submetidos ao Metropolita de Heracleia (Perinto). Sob Constantino, a cidade relativamente menor de Bizâncio foi transformada em Constantinopla - Nova Roma, a capital do Império Romano. Em resposta a esta nova realidade, o Cânon 3 do Segundo Concílio Ecumênico (381) declarou: "Que o Bispo de Constantinopla, porém, tenha as prioridades de honra depois do Bispo de Roma, por ser a Nova Roma".
Por esse tempo, seu bispo era o segundo em importância, após o Papa (Ver 3º Cânone do 1º Concílio de Constantinopla), mas o IV Sínodo Ecumênico (Concílio de Calcedônia) conferiu a ele as mesmas honras de sua contraparte romana.

### Patriarcado
Em 451, o vigésimo oitavo cânon do Concílio de Calcedônia elevou a Sé de Constantinopla à dignidade patriarcal. Foi formalmente designada como Patriarcado desde 531.